# Deborah Knox
Deborah "Debbie" Knox (Dunfermline, 26 de setembro de 1968) é uma ex-curler escocesa. Foi campeã olímpica em Salt Lake City 2002.
Nos Jogos Olímpicos de Torino 2006 a sua equipe ficou em quinto lugar. Desde 2006, trabalha como treinadora no Royal Caledonian Curling Club.